# Stenus pluto
Stenus pluto är en skalbaggsart som beskrevs av Thomas Casey. Stenus pluto ingår i släktet Stenus och familjen kortvingar. Inga underarter finns listade i Catalogue of Life.